# Wang Lin
Wang Lin (王琳) (526. – 573.), kurtoazno ime Ziheng (子珩), formalno Princ Zhongwu od Balinga (巴陵忠武王), bio je kineski vojskovođa u službi dinastija Liang i Sjeverni Qi.  Prvi put se istakao u doba cara Yuana i njegovog pohoda protiv pobunjenog generala Hou Jinga. Nakon što su godine 554. cara Yuana porazile i pogubile snage države Zapadni Wei, Wang Lin je stvorio teritorij na kojem je nastojao održati vlast dinastije Liang, ali zasebno od suparničkog generala Chen Baxiana.  Nakon što je Chen Baxian 557. preuzeo prijestolje i osnovao dinastiju Chen (kao car Wu), Wang Lin je uz podršku države Sjeverni Qi za legitimnog vladara 558. proglasio princa Xiao Zhuanga iz dinastije Liang; tako je Xiao Zhuang postao jedan od tri pretendenta na prijestolje Južne dinastije - uz Chen Baxiana i Xuana od Zapadnog Lianga (koga je podržavao Zapadni Wei).  Kada je 560. pokušao napasti Chen Baxianovog nećaka i nasljednika cara Wena, Wang Lin je poražen te su on i Xiao Zhuang pobjegli na teritoriju Sjevernog Qija.  Wang Lin je poslije toga služio kao general države Sjeverni Qi. U tom svojstvu je 573. poražen i zarobljen od strane trupa dinastije Chen pod generalom Wu Mingcheom. Ubrzo nakon toga je pogubljen.